# Ammopolia nigrolimbata
Ammopolia nigrolimbata là một loài bướm đêm trong họ Noctuidae.